# Río Guatapurí
El río Guatapurí es un río del departamento del Cesar, en la Costa Atlántica de Colombia. Nace en la laguna Curigua, en la Sierra Nevada de Santa Marta, a 4400 m s. n. m. y desemboca en la margen derecha del río Cesar, cerca de Valledupar. A lo largo de su curso recibe, entre otros, los ríos Donachui, Curiba, Los Mangos y Mamanqueca. En un descenso de 85 km, su pendiente media es de 20°.
El río Guatapurí en su cuenca media es una corriente de carácter torrencial y corre por un cañón de flancos de fuerte pendiente; se encuentra acorazado por bloques heterométricos de diferente composición pero predominantemente de rocas ígneas.
A su paso por el norte de Valledupar se encuentra el balneario de Hurtado, principal lugar de recreación y diversión de la capital del Cesar. En este mismo sitio se encuentran el Pueblito Vallenato y el parque Lineal. Además, alimenta de agua al acueducto de dicha ciudad.

## Toponimia
Su nombre proviene de la lengua chimila y significa "agua fría".
Cultura popular
Este es un río de gran importancia para la cultura vallenata, y es mencionado por juglares de todos los tiempos en múltiples composiciones musicales, en las que se hace referencia a su sonido y al ímpetu de su corriente.